# 源惟正
源 惟正（みなもと の これただ）は、平安時代中期の公卿。文徳源氏、右大弁・源相職の三男。官位は従三位・参議。

## 経歴
朱雀朝末の天慶9年（946年）左兵衛権少尉に任ぜられると、村上朝前半にかけて約10年に亘って左兵衛尉を務め、この間の天暦4年（950年）春宮・憲平親王が立坊すると東宮蔵人に、天暦9年（955年）には村上天皇の六位蔵人に補せられている。
天暦10年（956年）従五位下・備中介に叙任されると、のち信濃守・播磨介と村上朝後半は地方官を務め、この間の天徳5年（961年）治国の功労により従五位上に叙せられている。
康保4年（967年）東宮蔵人として仕えていた憲平親王が即位（冷泉天皇）すると、新春宮・守平親王の春宮大進に任ぜられて京官に復帰し、安和元年（968年）正五位下に昇進する。今度は安和2年（969年）に守平親王が即位（円融天皇）すると、春宮大進の功労により従四位下、天禄元年（970年）従四位上・左近衛中将兼蔵人頭と、冷泉朝から円融朝にかけて急速に昇進を果たし、天延2年（974年）正四位下・参議に叙任され公卿に列した。貞元2年（977年）従三位。
天元2年（979年）正月に子息・遠古の伊予介任官申請のために参議辞任を上表するが。3月に勅により参議に復した。天元3年（980年）4月29日薨去。享年52。最終官位は参議従三位行修理大夫兼大和権守。

## 官歴
『公卿補任』による。
- 天慶8年（945年） 4月18日：昇殿
- 天慶9年（946年） 3月7日：左兵衛権少尉（殿上労）
- 天暦元年（947年） 10月23日：左兵衛権大尉
- 天暦4年（950年） 7月：東宮蔵人（春宮・憲平親王）
- 天暦7年（953年） 正月29日：左兵衛権少尉
- 天暦9年（955年） 2月27日：六位蔵人。10月7日：左兵衛権大尉
- 天暦10年（956年） 正月7日：従五位下（外衛労、蔵人）。9月8日：備中介
- 天徳5年（961年） 正月7日：従五位上（備中労）。正月25日：信濃守
- 康保3年（966年） 正月27日：播磨介
- 康保4年（967年） 9月1日：春宮大進（春宮・守平親王）。11月2日：昇殿
- 安和元年（968年） 11月27日：正五位下（大嘗会主基）
- 安和2年（969年） 8月13日：昇殿（踐祚初）。9月23日：従四位下（先坊大進）。9月27日：昇殿。11月11日：春宮亮（春宮・師貞親王）、播磨介如元
- 天禄元年（970年） 8月6日：蔵人頭。9月20日：右近衛中将、春宮亮如元。11月20日：従四位上（播磨介功）
- 天禄2年（971年） 3月20日：近江権守
- 天禄3年（972年） 2月29日：修理大夫
- 天禄4年（973年） 7月26日：辞修理大夫（子息惟章申任右兵衛佐）
- 天延2年（974年） 2月7日：参議。4月7日：止春宮亮。11月28日：正四位下（朔旦）
- 天延3年（975年） 正月26日：備前守
- 天延4年（976年） 正月26日：辞備前守
- 貞元2年（977年） 8月2日：従三位（造宮功）
- 貞元3年（978年） 2月3日：大和権守
- 天元2年（979年） 正月26日：上表辞参議（子息遠古申任伊予介）。3月4日：勅復参議、兼官如元
- 天元3年（980年） 4月29日：薨去（参議従三位行修理大夫兼大和権守）

## 系譜
- 父：源相職
- 母：源当平の娘
- 妻：藤原守文の娘
  - 男子：源兼宣（?-?） - 式部丞、出家
- 妻：藤原国章の娘
  - 男子：源惟章
  - 三男：源兼資（960-1002）
- 生母不明の子女
  - 男子：源遠古
  - 男子：源遠節
  - 男子：源遠理
  - 男子：源兼業
  - 七男：源兼相（969-1001）
  - 女子：藤原実資室（?-986[1]）[注釈 2]